# Gilgai
Gilgai är en ort i Australien. Den ligger i kommunen Inverell och delstaten New South Wales, i den sydöstra delen av landet, omkring 450 kilometer norr om delstatshuvudstaden Sydney. Antalet invånare är 1 096.
Trakten runt Gilgai är nära nog obefolkad, med mindre än två invånare per kvadratkilometer.. Närmaste större samhälle är Inverell, nära Gilgai.
I omgivningarna runt Gilgai växer huvudsakligen savannskog. Genomsnittlig årsnederbörd är 880 millimeter. Den regnigaste månaden är januari, med i genomsnitt 134 mm nederbörd, och den torraste är april, med 36 mm nederbörd.